# 羊拉乡
羊拉乡（藏語：གཡག་རྭ་ཆུས་།），是中华人民共和国云南省迪庆藏族自治州德钦县下辖的一个乡镇级行政单位。

## 词源
“羊拉”为藏语“牛角箐”之意，“羊”为“牦牛”，“拉”为“角”，因地形得名。

## 行政区划
羊拉乡下辖以下地区：
甲功村、规吾村、羊拉村和茂项村。